# Pseudanthias ignitus
Pseudanthias ignitus és una espècie de peix de la família dels serrànids i de l'ordre dels perciformes.

## Morfologia
- Els mascles poden assolir 9 cm de longitud total.[4][5]

## Alimentació
Menja principalment zooplàncton.

## Hàbitat
És un peix marí de clima tropical i associat als esculls de corall que viu entre 10-30 m de fondària.

## Distribució geogràfica
Es troba a les Maldives i a l'illa Similan (Tailàndia).